# Николај Вогорид
Николај Вогорид (буг. Никола or Николай Богориди; грч. Νικόλαος Βογορίδης; 1820 — 12. април 1863) био је кајмакам (тур. kaymakam) који је владао Молдавијом између 1857—1858, после Кримског рата.

## Биографија
Рођен је 1820. у Јаши, као син Стефана Богоридија, османског високог званичника бугарске националности, који је такође служио као гувернер Молдавије 1820—1821, и брат Александра Богоридија. Студирао је на грчком православном колеџу у Константинопољу, а 1846. се оженио богатом породицом Коначи. Понекад је користио име Николај Коначи Вогориди. Његова супруга била је принцеза Екатерина Коначи са којом је имао четворо деце: Еманоила, Константина, Марију и Луцију.
Године 1856. када је Париски мир уклонио принца, иако је Молдавија остала технички под влашћу Османског царства, Вогориди је именован за министра финансија у новој влади кајмакама. Показао се као ултраконзервативан и био је против уније Молдавије са Влашком, другом Подунавском кнежевином, пројекат уније напредовали су румунски либерали који су учествовали у молдавској револуцији 1848. и, враћајући се из емиграције, били су организовани као Partida Naţională.
Паришки споразум, такође, је захтевао изборе за молдавску скупштину, које ће надгледати османски амбасадори страна потписница. Када су одржани 19. јула те године, Вогориди је намештао изборне листе како би осигурао конзервативну већину са снажном османском пристрасношћу. Када султан Абдулмеџид I, уз уверавање Аустријског царства, није поништио изборе, други надзорници Молдавије (Друго француско царство, Руска Империја, Пруска и Краљевина Пијемонта-Сардинија) прекинули су дипломатске односе са Османским царством 4. августа. Постигнут је компромис 9. августа, први избори су поништени, а нови су одржани 22. септембра. Вогориди је уклоњен са функције у октобру 1858.
Преминуо је 12. априла 1863. у Букурешту, а сахрањен је у Браили. Годину дана касније, његова супруга принцеза Екатерина се преудала.